# The Great Lars Gullin Vol. 1 '55/'56
The Great Lars Gullin Vol. 1 '55/'56 (med Chet Baker och Dick Twardzik) från 1982 är ett livealbum av Lars Gullin. Materialet består av konsert- och radioinspelningar med publik från åren 1955 och 1956. Albumet återutgavs på cd 1992 med fyra bonusspår.

## Låtlista
Musiken är skriven av Lars Gullin om inget annat anges.
1. Danny's Dream – 4:21
2. Igloo – 5:26
3. Lars Meets Jeff – 5:34
4. Cool Blues (Charlie Parker) – 3:21
5. Brash (Bob Zieff) – 4:35
6. Lover Man (Jimmy Davis/Roger Ramirez/James Sherman) – 5:24
7. I'll Remember April (Gene de Paul/Don Raye/Patricia Johnson) – 6:36
8. All of Me (Gerald Marks/Seymour Simons) – 5:51
9. Like Someone in Love (Jimmy Van Heusen/Johnny Burke) – 5:38
10. Jeepers Creepers (Harry Warren/Johnny Mercer) – 4:56
11. You Go to My Head (Fred Coots/Haven Gillespie) – 7:15
12. Fedja – 4:12
13. Ma – 4:36
14. Perntz – 5:59

Spår 1–3 spelades in på Stockholms konserthus 25 april 1955
Spår 4–7 spelades in i Villa Berg i Stuttgart 15 oktober 1955
Spår 8–11 (bonusspår på cd-utgåvan) spelades in i Stockholm 24 april 1956
Spår 12–14 spelades in i Stockholm 31 maj 1956

## Medverkande
Lars Gullin Quintet (spår 1–3)
- Lars Gullin – barytonsax, piano (spår 2–3)
- Rolf Billberg – tenorsax (spår 2–3)
- Rolf Berg – gitarr
- Georg Riedel – bas
- Bosse Stoor – trummor

Lars Gullin med Chet Baker Quartet (spår 4–7)
- Lars Gullin – barytonsax (spår 4, 6, 7)
- Chet Baker – trumpet
- Dick Twardzik – piano
- Jimmy Bond – bas
- Peter Littman – trummor
- Caterina Valente – sång (spår 7)

Lars Gullin Quartet (spår 8–11)
- Lars Gullin – barytonsax
- Rune Öfverman – piano
- Bengt Carlsson – bas
- Nils-Bertil Dahlander – trummor

Lars Gullin Octet (spår 12–14)
- Lars Gullin – barytonsax
- Lennart Jansson – barytonsax
- Arne Domnérus – klarinett, altsax
- Bjarne Nerem – tenorsax
- Gordon Olsson –trombon
- Gunnar Svensson – piano
- Georg Riedel – bas
- Egil Johansen – trummor